# White Train
 (août 2022).
Si vous disposez d'ouvrages ou d'articles de référence ou si vous connaissez des sites web de qualité traitant du thème abordé ici, merci de compléter l'article en donnant les références utiles à sa vérifiabilité et en les liant à la section « Notes et références ».

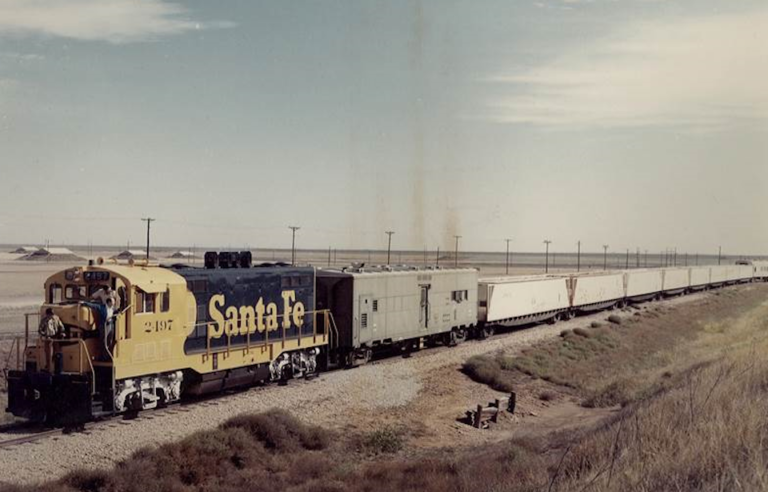

Pendant la majeure partie de la guerre froide, le White Train (train blanc en français) a transporté des armes nucléaires américaines depuis l'usine où elles ont été construites. De 1951 à 1987, l'Office of Secure Transportation (OST) du ministère de l'Énergie a utilisé le train pour déplacer les armes par voie ferrée depuis l'usine Pantex dans l'enclave du Texas. Le train, qui était blindé, transportait un éventail d'armements défensifs - est devenu le centre de l'activisme pour la paix et contre les armes nucléaires dans l'ouest.  Bien que la couleur du train ait été modifiée à plusieurs reprises pour éviter tout avis, il a continué à être désigné par sa couleur d'origine. Après l'échec de la dernière tentative de poursuivre les manifestants qui bloquaient le passage du train, le ministère de l'Énergie a commencé à déplacer les armes nucléaires par camion sans avis public. 